# پرسی روجاس

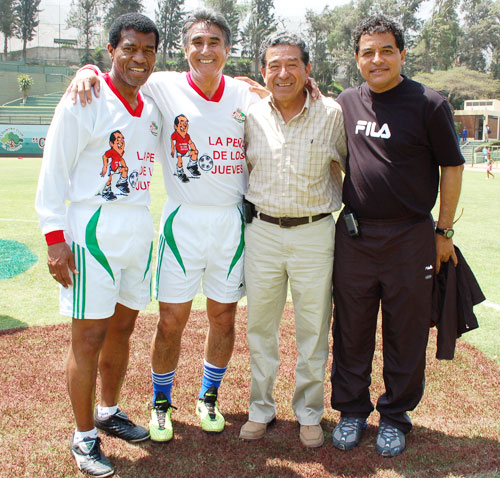
پرسی روجاس

پرسی روجاس (انگلیسی: Percy Rojas؛ زادهٔ ۱۶ سپتامبر ۱۹۴۹) بازیکن فوتبال اهل پرو است.
از باشگاه‌هایی که در آن بازی کرده‌است می‌توان به باشگاه اتلتیکو ایندپندینته و باشگاه فوتبال استاندارد لیژ اشاره کرد.
وی همچنین در تیم ملی فوتبال پرو بازی کرده‌است.